# 呂号第百一潜水艦
|          |                                                             |
| 艦歴     |                                                             |
| 計画     | 昭和16年度計画（マル臨計画）                                |
| 起工     | 1941年9月30日                                               |
| 進水     | 1942年4月17日                                               |
| 就役     | 1942年10月31日                                              |
| その後   | 1943年9月15日爆雷などで沈没                                 |
| 亡失認定 | 1943年10月11日                                              |
| 除籍     | 1943年12月1日                                               |
| 性能諸元 |                                                             |
| 排水量   | 基準：525トン 常備：601トン 水中：782トン                   |
| 全長     | 60.90m                                                      |
| 全幅     | 6.00m                                                       |
| 吃水     | 3.51m                                                       |
| 機関     | 艦本式24号6型ディーゼル2基2軸 水上：1,000馬力 水中：760馬力 |
| 電池     | 1号15型120個                                                |
| 速力     | 水上：14.2kt 水中：8.0kt                                    |
| 航続距離 | 水上：12ktで3,500海里 水中：3ktで60海里                     |
| 燃料     | 重油：50トン                                                |
| 乗員     | 38名                                                        |
| 兵装     | 25mm機銃連装1基2挺 魚雷発射管 艦首4門 53cm魚雷8本           |
| 備考     | 安全潜航深度：75m                                           |

呂号第百一潜水艦（ろごうだいひゃくいちせんすいかん）は、日本海軍の潜水艦。呂百型潜水艦（小型）の2番艦。

## 艦歴
1941年（昭和16年）の昭和16年度計画（マル臨計画）により、1941年9月30日、川崎重工業神戸造船所 で起工。1942年（昭和17年）4月17日進水。1942年10月31日に竣工し、二等潜水艦に類別。同日、横須賀鎮守府籍となり、訓練部隊である呉鎮守府呉潜水戦隊所属となった。
10月31日、折田善次少佐が艦長に着任。1943年（昭和18年）1月16日、第八艦隊第7潜水戦隊に編入。
18日、呂101は横須賀を出港し、25日にトラックに到着。2月4日には出港し、8日にラバウルに到着。9日にはラバウルを出港し、ポートモレスビー東方沖合に進出。22日、呂101は4000トン級の輸送船を発見。潜望鏡で観測したところ、相手はQシップだろうと思われた。呂101は夜になってから攻撃することにしたが、輸送船は速力を上げてポートモレスビーの方向へ去っていった。25日に哨戒区域を離れ、28日にラバウルに到着した。
3月5日、呂101は第八十一作戦の生存者救出のためにラバウルを出港。7日、ダンピール海峡で給炭艦野島の生存者45名を救助。8日にラバウルに到着。同日、キリウィナ島近海で座礁した呂103の救援のためラバウルを出港。11日に呂103が自力で離礁したためラバウルに戻った。
19日、呂101はラバウルを出港するが、出港後に乗員のほとんどが食中毒にかかったため、哨戒を中止してラバウルに戻った。21日に再度ラバウルを出港し、ガダルカナル島南東沖に進出。4月5日、エスペランス岬近海に移動して撃墜された味方搭乗員を救助するよう命を受けるが、呂101は米魚雷艇に発見されたため、救助任務を中止することにした。12日、ラバウルに到着。15日、第7潜水戦隊は南東方面艦隊所属となる。
30日、呂101はラバウルを出港し、サマライ島北方沖に向かった。10日、ラビの南東沖に到着して哨戒を行う。17日、哨戒区域を離れる。21日0340、セント・ジョージ岬西方で炎上しながら墜落していく米爆撃機1機を発見。脱出した搭乗員のパラシュート2つが開くのを確認した。同日、ラバウルに到着した。
6月8日、呂101はラバウルを出港し、ガダルカナル島東方沖合に向かった。12日には哨戒区域を到着。17日にはガッカイ島沖に移動。29日、哨戒区域を離れる。30日、ムンダ沖で潜航中に米兵員輸送船団を発見した。これはレンドバ島の占領に向かう輸送船団だった。呂101は報告の後上陸地点を攻撃しようとするが、上陸地点付近を哨戒する米魚雷艇の警戒が厳しく、攻撃はできなかった。7月2日には再度上陸地点を攻撃しようとするが、上陸地点付近を哨戒する米魚雷艇の警戒が厳しく、やはり攻撃はできなかった。その夜、浮上充電中に帰投命令を受け取る。3日、ラバウルに到着。
8日、呂101はラバウルを出港しクラ湾に向かう。12日1650、南緯08度00分 東経157度19分 / 南緯8.000度 東経157.317度のクラ湾で浮上充電中、輸送船団を護衛中の米駆逐艦テイラー(USS Taylor, DD-468)にレーダーで探知される。1654、テイラーは2300mの距離に潜水艦の司令塔を発見し、探照灯照射とともに砲撃を開始する。砲撃により司令塔が損傷し、水雷長徳川熙大尉と見張り員2名が戦死した。呂101は急速潜航するが、損傷により深度140mまで沈下した。1710、テイラーは爆雷2つを投下。呂101は爆雷の爆発で潜望鏡1本が使用不能となった。それから2時間後に浮上した呂100は、被害調査の結果船体に多数の凹みがあり、潜望鏡を交換する必要があることがわかった。日没後、呂101はコロンバンガラ島で行われている戦闘を観測。その後、コロンバンガラ島沖海戦で沈んだ神通の生存者を救助するよう命令を受けるが、損傷により実行できなかった。13日、ショートランド諸島西方で浮上充電中に米哨戒機に発見される。哨戒機は爆弾2発を投下。呂101は急速潜航するが、もう1本の潜望鏡も使用不能となってしまう。14日、ラバウルに到着。
8月7日、修理が完了した呂101はラバウルを出港し、コロンバンガラ方面に進出。18日0100、潜航中に北方で砲撃の閃光が瞬くのを目撃。0200には航行中の駆逐艦の推進器音を聴取。呂101はわずか549mの距離から魚雷4本を発射するも、駆逐艦は30ノットほどで航行しており、すべて後方にそれた。26日、ラバウルに到着。哨戒中の20日、呂100、呂104、呂105、呂106と共に第51潜水隊を編成する。同日、艦長として有馬文夫大尉が着任したが、ラバウルに向かう途中の8月28日、ブーゲンビル島上空で乗っていた九七式飛行艇がPB4Y-1 リベレーターに撃墜され、戦死してしまった。9月1日、藤沢政方大尉が艦長に着任。
10日、呂101はラバウルを出港してサンクリストバル島南東沖に進出するも、その後消息不明となる。
アメリカ側記録によると、15日、インディスペンサブル海峡南方入口でエスピリトゥサント島へ向かっていた輸送船2隻からなる輸送船団が雷撃を受けるが、命中せずに済んだ。護衛は米機雷敷設艦モントゴメリー(USS Montgomery, DD-121/DM-17)と駆逐艦ソーフリー(USS Saufley, DD-465)の2隻だったが、モントゴメリーの聴音が不調なため、ソーフリーが単独で対潜掃討を行う。1251、ソーフリーは2700mの距離で潜水艦をソナー探知。ソーフリーは3時間半の間に爆雷攻撃を5回行う。1443に潜水艦が浮上してきたため、ソーフリーは主砲と機銃で潜水艦の司令塔に向け砲撃を開始。また、応援に駆けつけたPBY カタリナが攻撃に加わり、爆雷2発を投下。うち1発が潜水艦に命中する。1446に潜水艦は沈没し、ソーフリーは海中での爆発音を聴取。1735には長さおよび幅3kmにわたり重油が漂うのを確認した。これが呂101の最期の瞬間であり、艦長の藤沢政方大尉以下乗員60名全員戦死。沈没地点はサンクリストバル島南東、南緯10度57分 東経163度56分 / 南緯10.950度 東経163.933度。
10月11日、ソロモン諸島方面で亡失と認定され、12月1日に除籍された。

## 歴代艦長

### 艤装員長
- 不詳

### 艦長
- 折田善次 少佐：1942年10月31日 - 1943年8月20日[6]
- 有馬文夫 大尉：1943年8月20日 - 8月28日戦死[6]
- 藤沢政方 大尉：1943年9月1日 - 9月15日戦死[6]